# Pegesimallus ornatus
Pegesimallus ornatus là một loài ruồi trong họ Asilidae. Pegesimallus ornatus được Bromley miêu tả năm 1936.